# Ocupación rusa del óblast de Sumy
La ocupación rusa del óblast de Sumy, denominada por el gobierno ruso como «Administración Civil-Militar de Sumy», es una ocupación militar en curso, que comenzó el 24 de febrero de 2022, después de que las fuerzas rusas invadieran Ucrania y comenzaran a capturar y ocupar partes del óblast de Sumy.
La capital del óblast, Sumy, no ha sido capturada por las fuerzas rusas, pero si ha sufrido grandes bombardeos por la artillería rusa (Bombardeo de Sumy), sin embargo, otras ciudades si cayeron bajo control ruso, incluidas Konotop, Ojtirka, Romní o Trostianets. El 6 de abril de 2022, las fuerzas rusas abandonaron el óblast y pusieron fin a su ocupación militar. 
El 7 de marzo de 2025, las fuerzas rusas volverían a entrar por varios puntos en el óblast de Sumy al contrarrestar la ofensiva ucraniana de Kursk.

## Ocupación

### Ocupación Rusa
El 24 de febrero de 2022, una columna mixta rusa de hasta 600 vehículos armados y 27.600 soldados se adentraban en el óblast de Sumy, después de enfrentarse a los pocos soldados ucranianos que había en la zona y a las unidades fronterizas, consiguieron capturar y asediar las primeras ciudades. 

#### Sumy (capital del óblast)
El 24 de febrero de 2022, aproximadamente 3.000 soldados rusos y 40 vehículos armados asediaron la ciudad de Sumy. Las milicias ucranianas y las fuerzas ucranianas comenzaron a enfrentarse a las fuerzas rusas dentro de la ciudad, lo que resultó en intensos combates urbanos y la destrucción de una columna de tanques y blindados rusos. Los primeros combates tuvieron lugar en las entradas norte y oeste de la ciudad.
El 27 de febrero, se había visto que una columna de vehículos rusos avanzó hacia Sumy desde el este lo que indicaba que la ciudad fue asediada completamente. 
El 1 de marzo, las fuerzas ucranianas en la ciudad afirmaron haber roto el sitio de la ciudad al sureste después de vencer a 2 columnas de vehículos rusas, lo que permitió evacuar a los civiles restantes de los suburbios.

#### Trostianets
El 24 de febrero de 2022, la ciudad de Trostianets cayó bajo ocupación rusa (batalla de Trostianets) después de que aproximadamente 800 soldados rusos asediasen la ciudad. Durante la ocupación, los agentes de policía ucranianos permanecieron en la ciudad, apoyando tanto a los civiles locales como a las fuerzas partisanas de la zona. Las fuerzas ucranianas destruyeron un puente al sur de la ciudad, deteniendo el avance ruso hacia la capital de Ucrania, Kiev.
El 1 de marzo, Yuriy Bova, alcalde de Trostianets huyó a un pueblo cercano, pero continuó coordinando la resistencia ucraniana, este declaró que algunas partes de la ciudad permanecían minadas para evitar la ocupación de la ciudad. Sin embargo, las fuerzas rusas capturaron la ciudad de Trostianets el mismo día.

#### Konotop
El 25 de febrero de 2022, la ciudad de Konotop cayó bajo ocupación rusa (batalla de Konotop) después de que los locales viesen equipo ruso quemado a las afueras de Konotop, mientras la ciudad era asediada. El ejército ucraniano declaró que las fuerzas rusas que asediaban la ciudad estaban mal abastecidas y equipadas. Sin embargo, las fuerzas ucranianas perdieron el control de la ciudad ese mismo día, que fue capturada por el ejército ruso, a 90 kilómetros de la frontera de Ucrania con Rusia.
El 2 de marzo, Artem Seminikhin, alcalde de Konotop, declaró que las fuerzas rusas en la ciudad le advirtieron que bombardearían la ciudad si los residentes se resistían. Los vehículos armados rusos, desplegados frente al Ayuntamiento, fueron rodeados por lugareños y la tensión aumento. El alcalde preguntó a los residentes de la ciudad si querían luchar o rendirse, a lo que los residentes se negaron a rendirse. Más tarde ese día, las autoridades de la ciudad negociaron con las fuerzas rusas, con conversaciones que duraron 12 minutos y se llegó a un acuerdo entre ambos bandos con el cual las fuerzas rusas aceptaron no cambiar el gobierno de la ciudad y retirar la bandera ucraniana, a cambio de que los funcionarios de la ciudad acordaran que no les atacarían ni sabotearian.
El 7 de marzo, el Estado Mayor de Ucrania evaluó que las fuerzas rusas en el raión de Konotop habían sufrido pérdidas del 50% y un gran desgaste por lo que se vieron obligadas a reagruparse y reabastecerse. Más tarde, las fuerzas ucranianas y rusas acordaron abrir un corredor humanitario para evacuar a los ciudadanos de Konotop y al mismo tiempo, algunas tropas rusas fueron reemplazadas por las fuerzas separatistas de las Repúblicas Populares del Dombás debido a su alto desgaste.
El 2 de abril, se informó que el ejército ruso mantenía un corredor en el raión de Konotop a través del cual los residentes de Kiev y Chernígov podían retirarse a Rusia. Un día más tarde, el parlamentario ucraniano declaró que las fuerzas rusas habían abandonado completamente Konotop.
El 5 de abril, el alcalde de Konotop, declaró que se habían encontrado los cuerpos de tres civiles torturados en el raión de Konotop.

### Establecimiento del Cuartel militar
El 1 de marzo de 2022, Rusia capturó Trostianets, una ciudad en el raión de Ojtirka y estableció allí su cuartel general militar, en la estación de tren principal de la ciudad.

### Retirada de Rusia
El 23 de marzo de 2022 comenzó la contraofensiva del norte de Ucrania que puso fin al asedio de la ciudad de Sumy al igual que al control ruso sobre muchas localidades en el óblast. Durante los combates en la zona, el hospital de la ciudad de Sumy fue bombardeado y los residentes culparon a las fuerzas rusas. Después de los combates, Rusia comenzó a retirar tropas del norte de Ucrania, incluido el raión de Sumy y las fuerzas ucranianas comenzaron a recuperar muchas ciudades y asentamientos en el óblast, hasta que el 3 de abril, los funcionarios y locales ucranianos del óblast afirmaron que las fuerzas rusas abandonaron completamente el óblast de Sumy para su redespliegue en el Dombás y en Ucrania meridional.

### Recapturación del óblast
El 7 de abril de 2022, Dmytro Zhyvytskyi, gobernador del óblast de Sumy, afirmó que todas las tropas rusas habían abandonado la región, pero que aún era inseguro debido al equipo militar y otras municiones que las tropas rusas habían dejado tras su retirada.
El 6 de agosto de 2024, tras un previo desminado de la zona fronteriza llevado a cabo por las fuerzas rusas con motivo de su propia ofensiva, las fuerzas ucranianas lanzarían una ofensiva sorpresa en el óblast de Kursk que inicialmente resultaría victoriosa, ocupando la ciudad de Sudzha y sus alrededores, estableciéndola más tarde como centro de la «Administración Militar ucraniana de Kursk».

### Reocupación Rusa
El 16 de agosto de 2024, tras la Ofensiva ucraniana de Kursk a lo largo de los dias, se darían pequeños intercambios territoriales en la zona fronteriza del óblast debido a los intensos combates, que finalmente acabarían con un repliegue general de las tropas rusas en la zona tras la victoria ucraniana en la batalla de Sudzha.
El 10 de marzo de 2025, con una nueva Ofensiva al este de Sumy, las fuerzas rusas volverían a ocupar las partes más orientales del óblast luchando por el control de las ciudades de Yunakivka y Miropilia, al igual que recuperarían totalmente el control sobre el óblast de Kursk ocupado por Ucrania.
El 6 de abril de 2025, las tropas rusas lograrían establecer un control total sobre las aldeas de Basivka, Novenke, Zhuravka, Veselivka, Marine, Bilovody, Loknia, Vodolahy, Volodymyrivka, Kostiantynivka, Novokostiantynivka, Kindrativka, Andriivka, Oleksiivka y Novomykolaivka.  

## Control de ciudades
| Nombre             | Población        | Raión            | Capturación y Recapturación                                                                                          |
| Raión de Konotop   | Raión de Konotop | Raión de Konotop | Raión de Konotop |
| ------------------ | ---------------- | ---------------- | --- |
| Buryn              | 8.197            | Konotop          | Capturado por Rusia el 24 de febrero de 2022. Recapturado por Ucrania el 3 de abril de 2022.                         |
| Konotop (capital)  | 83.543           | Konotop          | Capturado por Rusia el 25 de febrero de 2022. Recapturado por Ucrania el 2 de abril de 2022.                         |
| Krolevets          | 22.111           | Konotop          | Capturado por Rusia el 24 de febrero de 2022. Recapturado por Ucrania el 3 de abril de 2022.                         |
| Pidlypne           | 4.015            | Konotop          | Capturado por Rusia el 25 de febrero de 2022. Recapturado por Ucrania el 2 de abril de 2022.                         |
| Putyvl             | 14.886           | Konotop          | Capturado por Rusia el 24 de febrero de 2022. Recapturado por Ucrania el 3 de abril de 2022.                         |
| Raión de Ojtirka   |                  |                  | |
| Boromlia           | 4.270            | Ojtirka          | Capturado por Rusia el 24 de febrero de 2022. Recapturado por Ucrania el 31 de marzo de 2022.                        |
| Ojtirka (capital)  | 46.660           | Ojtirka          | Asediado por Rusia el 24 de febrero de 2022. Recapturado por Ucrania el 26 de marzo de 2022.                         |
| Trostianets        | 19.544           | Ojtirka          | Capturado por Rusia el 27 de marzo de 2022. Recapturado por Ucrania el 27 de marzo de 2022.                          |
| Velyka Pysarivka   | 3.928            | Ojtirka          | Capturado por Rusia el 24 de febrero de 2022. Recapturado por Ucrania el 31 de marzo de 2022.                        |
| Raión de Romny     |                  |                  | |
| Lypova Dolyna      | 4.991            | Romny            | Sin capturar. |
| Nedryhailiv        | 5.252            | Romny            | Capturado por Rusia el 24 de febrero de 2022. Recapturado por Ucrania el 1 de abril de 2022.                         |
| Romny (capital)    | 37.765           | Romny            | Asediado por Rusia el 24 de febrero de 2022. Recapturado por Ucrania el 1 de abril de 2022.                          |
| Smile              | 2.166            | Romny            | Sin capturar. |
| Terny              | 2.800            | Romny            | Capturado por Rusia el 24 de febrero de 2022. Recapturado por Ucrania el 3 de abril de 2022.                         |
| Raión de Shostka   |                  |                  | |
| Banychi            | 1.324            | Shostka          | Capturado por Rusia el 24 de febrero de 2022. Recapturado por Ucrania el 7 de abril de 2022.                         |
| Hlukhiv            | 31.789           | Shostka          | Capturado por Rusia el 24 de febrero de 2022. Recapturado por Ucrania el 7 de abril de 2022.                         |
| Pyrohivka          | 596              | Shostka          | Capturado por Rusia el 24 de febrero de 2022. Recapturado por Ucrania el 10 de abril de 2022.                        |
| Seredyna-Buda      | 6.888            | Shostka          | Capturado por Rusia el 24 de febrero de 2022. Recapturado por Ucrania el 14 de abril de 2022.                        |
| Shostka (capital)  | 71.966           | Shostka          | Asediado por Rusia el 24 de febrero de 2022. Recapturado por Ucrania el 10 de abril de 2022.                         |
| Svesa              | 6.186            | Shostka          | Sin capturar. |
| Raión de Sumy      |                  |                  | |
| Bilopillia         | 15.600           | Sumy             | Capturado por Rusia el 24 de febrero de 2022. Recapturado por Ucrania el 7 de abril de 2022.                         |
| Krasnopillia       | 7.769            | Sumy             | Capturado por Rusia el 24 de febrero de 2022. Recapturado por Ucrania el 6 de abril de 2022.                         |
| Lebedyn            | 23.892           | Sumy             | Capturado por Rusia el 24 de febrero de 2022. Recapturado por Ucrania el 31 de marzo de 2022.                        |
| Richky             | 3.238            | Sumy             | Capturado por Rusia el 24 de febrero de 2022. Recapturado por Ucrania el 7 de abril de 2022.                         |
| Stepanivka         | 5.301            | Sumy             | Capturado por Rusia el 24 de febrero de 2022. Recapturado por Ucrania el 2 de abril de 2022.                         |
| Stetskivka         | 3.702            | Sumy             | Capturado por Rusia el 24 de febrero de 2022. Recapturado por Ucrania el 4 de abril de 2022.                         |
| Sumy (capital)     | 269.077          | Sumy             | Asediado por Rusia el 24 de febrero de 2022. Recapturado por Ucrania el 4 de abril de 2022.                          |
| Verkhnia Syrovatka | 5.033            | Sumy             | Capturado por Rusia el 24 de febrero de 2022. Recapturado por Ucrania el 3 de abril de 2022.                         |
| Yunakivka          | 2.741            | Sumy             | Capturado por Rusia el 24 de febrero de 2022. Recapturado por Ucrania el 9 de abril de 2022. En disputa actualmente. |